# Tripogandra brasiliensis
Tripogandra brasiliensis är en himmelsblomsväxtart som beskrevs av Handlos. Tripogandra brasiliensis ingår i släktet Tripogandra och familjen himmelsblomsväxter. Inga underarter finns listade.